# Katarzyna Michalewska
Katarzyna Michalewska (ur. 24 marca 1964 w Poznaniu) – polska poetka, tłumaczka poezji australijskiej, z wykształcenia psycholog.
Ukończyła psychologię na Uniwersytecie im. Adama Mickiewicza. Debiutowała w miesięczniku „Poezja” w 1981 r.
Laureatka ogólnopolskich konkursów poetyckich m.in.: Ogólnopolskiego Konkursu Poetyckiego o Laur Czerwonej Róży (1980), „Jesiennej Chryzantemy” (1980), „Milowego Słupa”. Nominowana w I edycji konkursu poetyckiego im. Jacka Bierezina (1995). Finalistka konkursu poetyckiego „Poematy na scenę”, zorganizowanego przez Stowarzyszenie Europejskich Więzi. Wiersze, przekłady i recenzje publikowała m.in. w „Poezji”, „Nadodrzu”, „Kresach”, „Gazecie Malarzy i Poetów”, „Pro Arte”, „Akancie”, „Protokole Kulturalnym”, „Miasteczku Poznań”, „Opcjach”, „Okolicy Poetów”, „Metaforze”, „Frazie”, "eleWatorze" i „Wyspie”. Wydała tomiki: Melanż-er-ja, Dialog, Równoważnia, T/a/o, Ziemia święta, Na granicy śniegu, Fantomowe ciało królowej.